# 托烷色林
托烷色林（研发名：MDL-72,422）是一种含氮有机化合物，化学式为C17H23NO2，属于高效价類阿片和选择性5-HT 3受体拮抗剂，1980年代为治疗偏頭痛研发，从未上市销售。

## 合成

托烷色林合成

托烷色林能由托品与3,5-二甲基苯甲酰氯合成：